# جورج سيمس هاموند
جورج هاموند (بالإنجليزية: George S. Hammond)‏ هو عالم في مجال كيمياء ولد في 22 مايو 1921 في Auburn, مين، الولايات المتحدة، حائز على جائزة قلادة العلوم الوطنية الأمريكية.

## وصلات خارجية
- الموقع الرسمي لجائزة قلادة العلوم الوطنية الأمريكية